# Isidore Exelmans

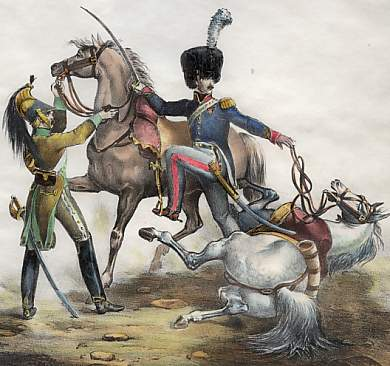
Exelmans w czasie jednej z walk

Rémy Isidore Joseph Exelmans (ur. 13 listopada 1775 w Bar-le-Duc, zm. 22 lipca 1852 w Paryżu) – francuski dowódca wojskowy, generał, uczestnik wojen napoleońskich, marszałek Francji, par Francji, baron i Kawaler Cesarstwa, Wielki Kanclerz Legii Honorowej.

## Życiorys
Urodzony w Bar-le-Duc, Exelmans wstąpił do armii w wieku 16 lat. Jako ochotnik trafił do 3. batalionu Francuskiej Armii Rewolucyjnej (1791). W 1797 roku awansował na stopień porucznika, a w 1798 roku został adiutantem generała Jean Baptiste'a Eblé.
Po kampanii na Półwyspie Apenińskim w kwietniu 1799 roku został awansowany na stopień rotmistrza. W 1801 roku został adiutantem Joachima Murata.

## Awanse[2]
- generał brygady – 14 maja 1807
- generał dywizji – 8 września 1812
- marszałek Francji – 1850

## Odznaczenia
- Krzyż Wielki Legii Honorowej (21 sierpnia 1830, Francja)
- Wielki Oficer Legii Honorowej (7 listopada 1813, Francja)
- Oficer Legii Honorowej (19 października 1805, Francja)
- Kawaler Legii Honorowej (14 czerwca 1804, Francja)
- Kawaler Orderu Świętego Ludwika (19 lipca 1814, Francja)
- Order Królewski Obojga Sycylii (Królestwo Obojga Sycylii)

## Tytuły
- Baron Cesarstwa Francuskiego – 17 marca 1808
- Kawaler Cesarstwa – 28 września 1813
- Wielki Kanclerz Legii Honorowej – 1849